# Ten sen
Ten sen – utwór muzyczny polskiego zespołu Varius Manx, wydany w lipcu 1996 nakładem wytwórni Zic Zac. Drugi singiel z albumu pt. Ego z 1996. Piosenkę napisali Robert Janson, Andrzej Ignatowski i Kasia Stankiewicz. W nagraniach utworu gościnnie uczestniczyły Polskie Słowiki.
Do utworu zrealizowany został oficjalny teledysk w reżyserii Janusza Kołodrubca.
Piosenka dotarła do 16. miejsca Listy przebojów Trójki.